# Kvinnoanstalt

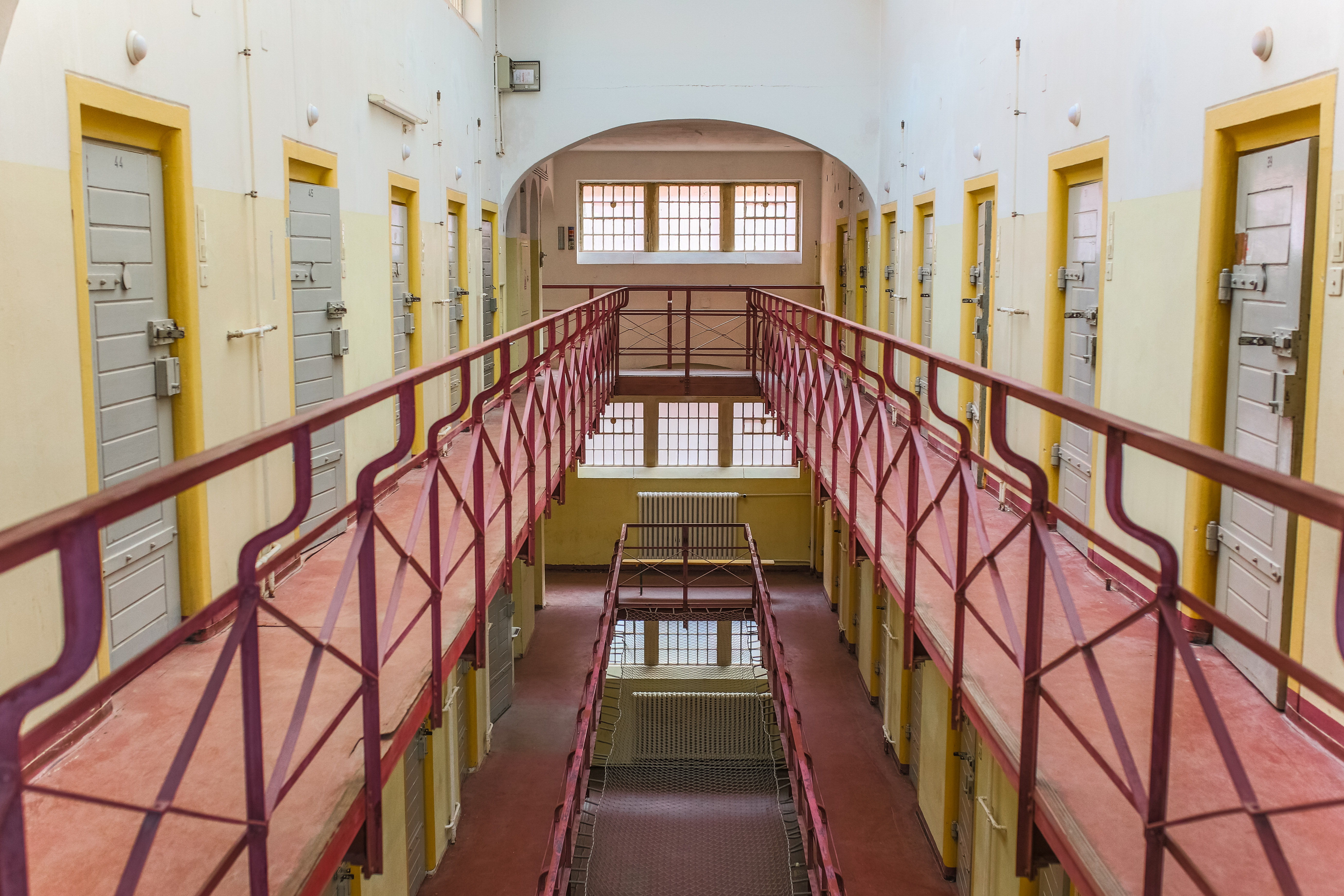
Ett tidigare kvinnofängelse i Berlin.

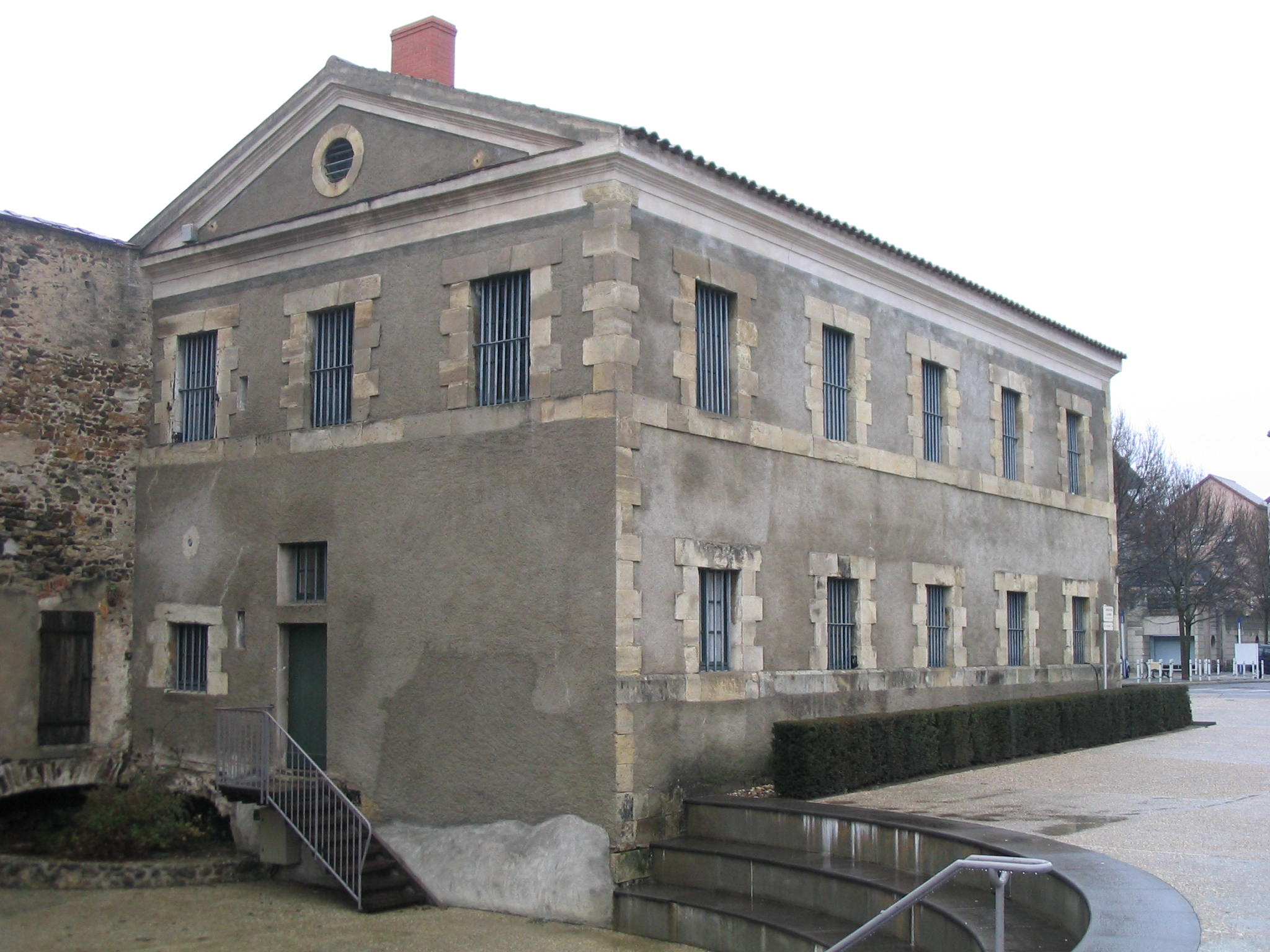
Ett tidigare kvinnofängelse i Frankrike.

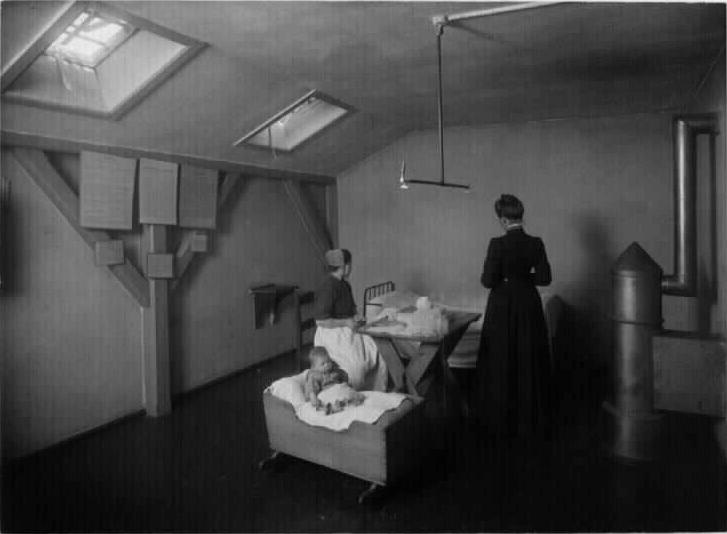
Ett tidigare kvinnofängelse i Köpenhamn (före 1928).

En kvinnoanstalt eller ett kvinnofängelse är ett fängelse för kvinnor.

## Sverige
Enligt svensk lagstiftning får kvinnor och män inte sitta på samma fängelser, därav finns det särskilda kvinnofängelser. Kriminalvården beskriver att det är för att risken är stor att kvinnorna hade utnyttjats av män om de suttit på samma fängelser, samt att många kvinnor även varit brottsoffer under sitt utövande av brott.
I Sverige finns kvinnoanstalter på Hinseberg, Ystad, Färingsö, Sagsjön, Ljustadalen, Ringsjön (utanför Eslöv) och några platser på anstalten Beateberg. 
Centralfängelset på Norrmalm är ett av de kvinnofängelser i Sverige som lagts ner.
I oktober 2011 fanns 303 kvinnliga intagna i landet, vilket var 5,9 procent av samtliga intagna. De vanligaste brotten är narkotikabrott och våldsbrott.